# Луи Пастьор
Луи Пастьор (на френски: Louis Pasteur, [lwi pastœʁ]) е френски химик и биолог, един от основоположниците на микробиологията, известен с откриването на принципите на ваксинацията, микробната ферментация и пастьоризацията. Той остава в историята със своите забележителни открития за причините и начините за предотвратяване на много болести, довели до спасяването на много животи през следващите десетилетия. Пастьор намалява смъртността от родилна треска и създава първите ваксини срещу бяс и антракс.
Медицинските открития на Луи Пастьор опровергават теорията за произволното самозараждане и се превръщат в пряко доказателство на все още спорната по това време микробна теория за болестите и изиграват важна роля за нейното прилагане в клиничната медицина. Сред по-широката публика той е известен с изобретения от него метод за обработка на мляко и вино с цел да се предотврати тяхното бързо разваляне – пастьоризацията. Смятан е и за един от тримата основоположници на бактериологията, наред с Фердинанд Кон и Роберт Кох, и често е наричан „баща на микробиологията“.
Пастьор прави и някои значими открития в областта на химията, сред които е разкриването на молекулярната основа на асиметрията на някои кристали, известна като хиралност, което поставя началото на стереохимията. Работата му в тази област открива пътя към съвременното разбиране за един от основните принципи в структурата на органичните съединения.
Изключителен експериментатор, Луи Пастьор предизвиква революция в науката на XIX век, като концентрира усилията си върху разрешаването на конкретни практически проблеми. Повечето му изследвания не се ограничават с теоретични обобщения, а намират широко приложение в медицината, промишлеността и селското стопанство. Днес тялото му е погребано в наречения на негово име Институт „Пастьор“ в Париж в пищна гробница, покрита с византийски мозайки, изобразяващи неговите постижения.

## Биография

### Ранни години
Луи Пастьор е роден на 27 декември 1822 година в Дол, Източна Франция, в религиозно работническо семейство. Той е третото дете на Жан-Жозеф Пастьор и Жан-Етиенет Роки, които след това имат още две дъщери. Луи е кръстен в църквата „Света Богородица“ в Дол на 15 януари 1823 година. Баща му, след като служи като сержант в наполеоновата армия, се занимава със семейния занаят – щавачество. През 1826 година семейството се премества в Марноз, откъдето произлиза майката, а през 1827 година окончателно се установява в Арбоа, където има по-добри условия за щавачество.
В Арбоа Пастьор учи в местното взаимно училище, в което постъпва през 1831 година. В ранните си години не е блестящ ученик и се интересува повече от риболов и рисуване. През този период той прави множество портрети на свои роднини и жители на градчето. След като завършва началното училище продължава да учи в градския колеж.
През октомври 1838 година Луи Пастьор постъпва в Института „Барбе“ в Париж, за да се подготвя за матура и конкурсни изпити. Месец по-късно, потиснат от живота в Париж, той напуска града и довършва учебната година в колежа в Арбоа. През есента на 1839 година постъпва в Кралския колеж в Безансон, където в края на учебната година завършва средното си образование. Получава място на възпитател в колежа, където продължава да учи природни науки и математика. През 1841 година не издържа матурата по природни науки, която успява да премине едва на следващата година в Дижон, макар и с лоши резултати по химия.
Малко след това Пастьор се явява на приемните изпити в Екол нормал в Париж и е приет, но решава, че резултатът му – 15-и от 22-ма кандидати – не е достатъчно добър и не се записва в училището. Така през ноември 1842 година той се настанява в пансиона на Института „Барбе“, работи там като репетитор, посещава курсовете на Лицея „Свети Луи“ и лекциите на Жан-Батист Дюма в Сорбоната и взема частни уроци при Клод Пуийе. През 1843 година е приет, вече на четвърто място сред кандидатите, в Екол нормал.
В Екол нормал Пастьор изучава химия и физика, както и кристалография. През 1845 година получава титлата лисансие. През 1846 година е назначен за преподавател по физика в колежа на Турнон сюр Рон, но химикът Антоан Жером Балар го връща в Екол нормал като негов лабораторен асистент и докторант. Докато работи при Балар, започва изследванията си в областта на кристалографията и през 1847 година представя две дисертации – едно по химия и една по физика. Успешно защитава докторат в Парижкия факултет на науките.

### Обяснение на изомерията
През 1848 година Пастьор за кратко е учител по физика в Дижон, но на следващата година започва да преподава химия в Страсбургския университет, а същевременно през 1849 – 1851 година преподава химия и в местното фармацевтично училище. В Страсбург той се запознава с Мари Лоран, дъщеря на ректора на Научния факултет, за която се жени на 29 май 1849 година. Двамата имат пет деца, три от които умират малки – две от коремен тиф и едно от тумор на мозъка. Мари Лоран помага в работата на съпруга си, като пише под негова диктовка, преглежда печата за интересна информация и се грижи за неговия обществен образ до своята смърт през 1910 година.
Още в „Екол нормал“, а след това и в Страсбургския университет, Луи Пастьор изучава химичните, оптичните и кристалографските свойства на тратратите, соли и естери на винената киселина. През 1848 година той открива и публикува научно обяснение на наблюдаваната по-рано от Айлхард Мичерлих изомерия на винената киселина. Мичерлих забелязва, че разтвор на естествената винена киселина предизвиква завъртане на поляризационната равнина на поляризирана светлина, пропусната през него, докато при синтетичната киселина, която има същия химичен състав и свойства, такова завъртане не се наблюдава.
Изследвайки кристалите на соли на синтетичната киселина, Пастьор забелязва, че те са два вида с огледалносиметрична форма. След като ги разделя, той установява, че разтворите на двата вида киселина завъртат поляризационната равнина на светлината в еднаква степен, но в противоположни посоки. Той излага хипотезата, че свойствата на химичните съединения зависят не само от химичния им състав, но и от пространствената структура на техните молекули, с което за пръв път описва молекулярната хиралност, дава първото обяснение на изомерията и поставя началото на стереохимията. Някои историци смятат изследванията му в тази област за неговите „най-задълбочени и най-оригинални научни приноси“ и за неговото „най-значимо научно откритие“.
През 1852 година Луи Пастьор поема катедрата по химия в Страсбургския университет. През 1853 година става кавалер на Ордена на почетния легион.
През 1854 година Пастьор става професор по химия и декан на новосъздадения Научен факултет в Лилския университет. Проявяващ интерес към ферментацията още от 1849 година, в Лил той получава допълнителна мотивация за работата си в тази област от желанието на местните производители на бира да подобрят технологиите за нейното консервиране. Така след Фредерик Кулман и Шарл Дьолезен Пастьор става един от първите водещи френски учени, които установяват плодотворни контакти с промишлеността. Изследванията му между 1854 и 1857 година довеждат до публикуването на неговия „Мемоар върху ферментацията, наричана лактозна“ („Mémoire sur la fermentation appelée lactique“). През 1856 година получава Медала „Ръмфорд“ за своите изследвания на хиралността.

### Микробна теория
През 1857 година, на 34 години, Пастьор става директор по изследователската работа в „Екол нормал“ в Париж, където през следващото десетилетие провежда поредица от реформи, които да повишат стандартите на научните изследвания. Изпитите стават по-стриктни, което довежда до по-добри резултати, по-силна конкуренция и по-висок престиж на училището. Той основава новото списание, „Annales scientifiques de l'Ecole Normale Supérieure“, като форум за изследователските резултати на училището, и го ръководи до 1871 година.
Административните действия на Пастьор обаче често са твърди и авторитарни, което предизвиква два сериозни протеста на студентите. При единия от тези случаи той нарежда овчата яхния, която студентите отказват да ядат, да се приготвя всеки понеделник. При другия инцидент заплашва да изключи всеки студент, хванат да пуши, при което 73 от 80 студенти напускат училището.
През 1863 година Луи Пастьор публикува изследването си за ролята на бактериите за развалянето на вино. Той разкрива ролята на дрождите при ферментацията и доказва, че превръщането на захар в алкохол не е спонтанно явление, а сложен процес, тясно свързан с метаболизма на живи организми при условия на ниско съдържание на кислород (анаеробиоза). Освен това доказва, че наличието на друг вид микроорганизми може да доведе до нежелани резултати във ферментиращите течности. Той установява биологичния характер на ферментацията и демонстрира, че микроорганизмите могат да произлязат само от микроорганизми, поредно доказателство за невалидността на теорията за произволното самозараждане.
Макар че Пастьор не е първият учен, предложил микробната теория (Джироламо Фракасторо, Агостино Баси, Фридрих Хенле и други го правят преди него), той разработва и провежда експерименти, които ясно демонстрират нейната коректност и убеждават в това широката публика. Днес Пастьор често е определян като бащата на микробната теория и бактериологията, наред с Роберт Кох.
През 1862 година Пастьор става член на Френската академия на науките. През същата година, заедно с Клод Бернар, той разработва технология за унищожаване на микроорганизмите в течности чрез повишаване на тяхната температура, която е наречена в негова чест пастьоризация. Първоначално тя се прилага за увеличаване на трайността на оцета и виното, през 1870 година самият Пастьор създава метод за пастьоризация на бира, а днес технологията се прилага масово при различни продукти, като мляко, плодови сокове, пчелен мед и други.
Изследванията на Пастьор в областта на ферментацията го убеждават в правилността на теорията, предложената по-рано от учени като Джироламо Фракасторо, Агостино Баси и Фридрих Хенле, според която някои микроорганизми са в състояние да навредят на човека и на други живи същества, предизвиквайки различни болести. Той провежда няколко експеримента, с които убедително демонстрира правилността на тази теория. Пастьор излага хипотезата, че ограничаването на достъпа на микроорганизми до човешкото тяло би намалило риска от инфекции, с което подтиква Джоузеф Листър да въведе антисептичните методи в хирургията. През 1865 година правителството възлага на Пастьор изследвания на епидемично заболяване при копринените буби и той успява да установи микроорганизма, причиняващ болестта.
През 1867 година Луи Пастьор напуска административния си пост в „Екол нормал“ и оглавява катедрата по органична химия в Сорбоната, но малко по-късно напуска, заради здравословни проблеми.

### Имунология и ваксиниране
През 1867 година „Екол нормал“ създава за Луи Пастьор лаборатория по физиологична химия, която той оглавява до 1888 година. През 1873 година става член на Френската медицинска академия, а през 1874 година парламентът му отпуска пожизнена рента.
През 70-те години Пастьор прави изследвания на холерата при кокошките. При експериментите един от бактериалните щамове се оказва развален и не успява да предизвика болестта при инфектираните с нея кокошки. Използвайки повторно тези животни, той установява, че вече не може да ги зарази, дори и с нормални бактерии. Отслабените бактерии са създали имунитет срещу болестта, въпреки че са предизвикали съвсем слаби симптоми. Скоро става ясно, че този метод може да се използва и за предпазване от много други заразни болести. През 1881 година Пастьор провежда първата успешна ваксинация – на овце срещу болестта синя пъпка (антракс). През 1882 година е избран за член на Френската академия.
През следващите няколко години Луи Пастьор изследва фаталната за хората болест бяс, като успява да открие причиняващия я вирус и да създаде ваксина срещу него. Ваксината срещу бяс става първата, приложена върху човек, след като през 1885 година Пастьор успява да спаси с нея живота на ухапано от бясно куче дете. Откритието получава международна известност и през 1887 година в Париж е открит Института „Пастьор“, чиято първоначална цел е борбата срещу бяса. Въпреки влошеното си здраве, Пастьор оглавява института до своята смърт.

### Кончина
Луи Пастьор умира през 1895 година в Марн ла Кокет край Париж от усложнения след поредица от инсулти, първият от които получава още през 1868 година. Първоначално е погребан в катедралата „Света Богородица“ в Париж, но по-късно останките му са преместени в специална крипта в Института „Пастьор“.

## Памет
На Луи Пастьор е наречена улица в квартал „Люлин“ в София (Карта).

## Филми за Луи Пастьор
- 1936 „Историята на Луи Пастьор“ – американски филм; ролята на Луи Пастьор се изпълнява от Пол Муни, който получава награда „Оскар“ за изпълнението си.

## Произведения от Луи Пастьор
Pasteur Vallery-Radot, Œuvres de Pasteur. Masson, Paris
- Том 1: Dissymétrie moléculaire. 1922.
- Том 2: Fermentations et générations dites spontanées. 1922.
- Том 3: Études sur le vinaigre et sur le vin. 1924.
- Том 4: Études sur la maladie des vers à soie. 1926.
- Том 5: Etudes sur la bière. 1928.
- Том 6: Maladies virulentes, virus-vaccins et prophylaxie de la rage. 1933.
- Том 7: Mélanges scientifiques et littéraires. 1939.

Pasteur Vallery-Radot, Correspondance de Pasteur. Flammarion, Paris.
- Том 1: Lettres de jeunesse. L'Étape de la cristallographie 1840 – 1857. 1946.
- Том 2: La seconde étape. Fermentations, générations spontanées, maladies des vins, des vers à soie, de la bière 1857 – 1877. 1951.
- Том 3: L'Étape des maladies virulentes. Virus-vaccins du choléra des poules, du charbon, du rouget, de la rage 1877 – 1884. 1951.
- Том 4: L'Étape des maladies virulentes (suite). Vaccination de l’homme contre la rage. Dernières années 1885 – 1895. 1951.